# Бєлозьоров Олег Валентинович
Олег Валентинович Бєлозьоров — російський державний діяч. Генеральний директор — голова правління ВАТ «Російські залізниці» з 20 серпня 2015 року.
2017 року посада називалася президент ВАТ «РЖД»). Перший заступник міністра транспорту Російської Федерації (2015); заступник міністра транспорту Російської Федерації (2009—2015); керівник Федерального дорожнього агентства (2004—2009).
Кандидат економічних наук (2005), дійсний державний радник Російської Федерації 1-го класу (6 серпня 2011 року).
1 грудня 2015 року в Парижі на 87-й сесії Генеральної асамблеї МСЗ Бєлозьоров обраний главою Міжнародного союзу залізниць.
У серпні 2018 року Бєлозьоров зайняв 9-е місце в рейтингу найвпливовіших росіян, складеному журналом Forbes, — випередивши мера Москви С. Собяніна, міністра фінансів А. Сілуанова, міністра закордонних справ С. Лаврова.

## Біографія

### Шкільні і студентські роки
Олег Бєлозьоров народився 26 вересня 1969 року в Вентспілсі (Латвійська РСР) в родині лікарів міської поліклініки. Навчався в Вентспілській школі № 2. У шкільні роки серйозно захоплювався легкою атлетикою, віддаючи перевагу спринтерських дистанціях з бігу та стрибків у довжину. Закінчивши в 1986 році школу, вступати до вузу поїхав до Ленінграда.
З дитячих років регулярно здійснював 4-годинні поїздки залізницею між Вентспілсом і Ригою (180 км), в студентські роки — на швидкому поїзді нічні переїзди між Санкт-Петербургом і Ригою; з цих пір має симпатію до залізниці. У молодості захоплювався подорожами, обійшов латвійські середньовічні замки. Рік служив в армії в Мурманській області, на кордоні з Норвегією, потім в спортроті.
У 1992 році заочно закінчив Санкт-Петербурзький державний університет економіки і фінансів за спеціальністю економіст, планування промисловості. З четвертого курсу почав працювати в молодіжному науково-технічному центрі — кузні майбутніх підприємців.

### Кар'єра у Москві та Санкт-Петербурзі
З 1998 по 2000 рік працював в ВАТ «Лененерго» і послідовно обіймав посади заступника комерційного директора, комерційного директора, начальника департаменту з матеріально-технічного постачання і транспорту. Почавши пристойно заробляти, придбав батькам квартиру на Василєвському острові.
У 2000 році працював заступником директора ВАТ «Вантажне автотранспортне підприємство № 21».
У 2000—2001 роках — начальник фінансово-економічного відділу апарату повноважного представника Президента Російської Федерації у Північно-Західному федеральному окрузі.
У 2001—2002 роках — заступник директора з управління корпоративним майном ВАТ «ЛОМО».
У 2002—2004 роках — генеральний директор ВАТ «Російська паливна компанія».
З липня по листопад 2004 року — заступник керівника Федерального дорожнього агентства.
У 2005 році в Санкт-Петербурзькому державному університеті економіки і фінансів захистив кандидатську дисертацію на тему «Організація логістики поставок в вертикально-інтегрованих структурах корпоративного типу», кандидат економічних наук.
З 9 листопада 2004 року по 17 березня 2009 року — керівник Федерального дорожнього агентства.
C 17 березня 2009 року по 11 травня 2015 року — заступник міністра транспорту Російської Федерації. З липня 2014 року — член ради директорів ВАТ «РЖД».
З 11 травня по 20 серпня 2015 року — перший заступник міністра транспорту Російської Федерації.

### Діяльність в РЖД
З 20 серпня 2015 року — президент ВАТ «Російські залізниці».
В основі зміни керівництва РЖД, на думку дослідження Вищої школи економіки, лежали фінансово-економічні результати діяльності компанії до 2015 року, які викликали претензії у президента і уряду РФ. Російське керівництво вважало, що РЖД має достатні внутрішні резерви, щоб не вимагати постійних преференцій у держави, а самостійно поліпшити свою фінансово-економічну та виробничо-операційну діяльність. Головне завдання, поставлене перед Бєлозьоровим, полягало в оптимізації витрат держмонополії.
У лютому 2017 року стало відомо, що Бєлозьоров звернувся до уряду РФ з проханням змінити назву його посади з «президент» на «генеральний директор — голова правління». Ініціатива Бєлозьорова мотивувалася існуючими національними та європейськими практиками корпоративного управління. 17 листопада 2017 року уряд Росії прийняв постанову про внесення відповідних змін до Статуту ВАТ «РЖД», при цьому термін повноважень гендиректора збільшений з трьох до п'яти років.

### Інші посади
Станом на 2017 рік Бєлозьоров також є: членом Бюро Правління Російського союзу промисловців і підприємців; головою Комісії РСПП по транспорту і транспортної інфраструктури; співголовою Ради ділового співробітництва Росія — Франція з російської сторони; головою Азіатсько-Тихоокеанської асамблеї Міжнародного союзу залізниць; головою Міжнародної асоціації «Координаційна рада з Транссибірських перевезень»; головою Ради Співдружності Незалежних Держав з питань залізничного транспорту; головою наглядової ради транспортно-логістичної компанії GEFCO; членом Конференції Генеральних директорів залізниць Організації співробітництва залізниць (ОСЗ); членом опікунської ради Російського географічного товариства.

## Нагороди
- Орден «За заслуги перед Вітчизною» IV ступеня (21 липня 2014) — за досягнуті трудові успіхи, багаторічну сумлінну працю та активну громадську діяльність[17].
- Орден Пошани (21 лютого 2010 року) — за досягнуті трудові успіхи і багаторічну сумлінну працю.
- Медаль ордена «За заслуги перед Вітчизною» I ступеня (16 листопада 2006 року) — за великий внесок у підготовку та проведення зустрічі глав держав і урядів країн — членів «Групи восьми» в Санкт-Петербурзі
- Медаль «В пам'ять 1000-річчя Казані» (2005 рік)
- Медаль «В пам'ять 300-річчя Санкт-Петербурга» (2003 рік)
- Почесна грамота Президента Російської Федерації (2014 рік)
- Подяка Президента Російської Федерації (9 січня 2010 року) — за великий внесок у забезпечення головування Російської Федерації в Шанхайській організації співробітництва в 2008—2009 роках, підготовку засідання Ради глав держав — членів Шанхайської організації співпраці і першого саміту БРІК (Бразилія, Росія, Індія, Китай) в Єкатеринбурзі в 2009 році[18].
- Почесна грамота Уряду РФ (29 червня 2011 року) — за великий внесок у забезпечення безпеки дорожнього руху.
- Знак «Почесний працівник паливно-енергетичного комплексу» (2004 рік)